# Lee Hai-chan

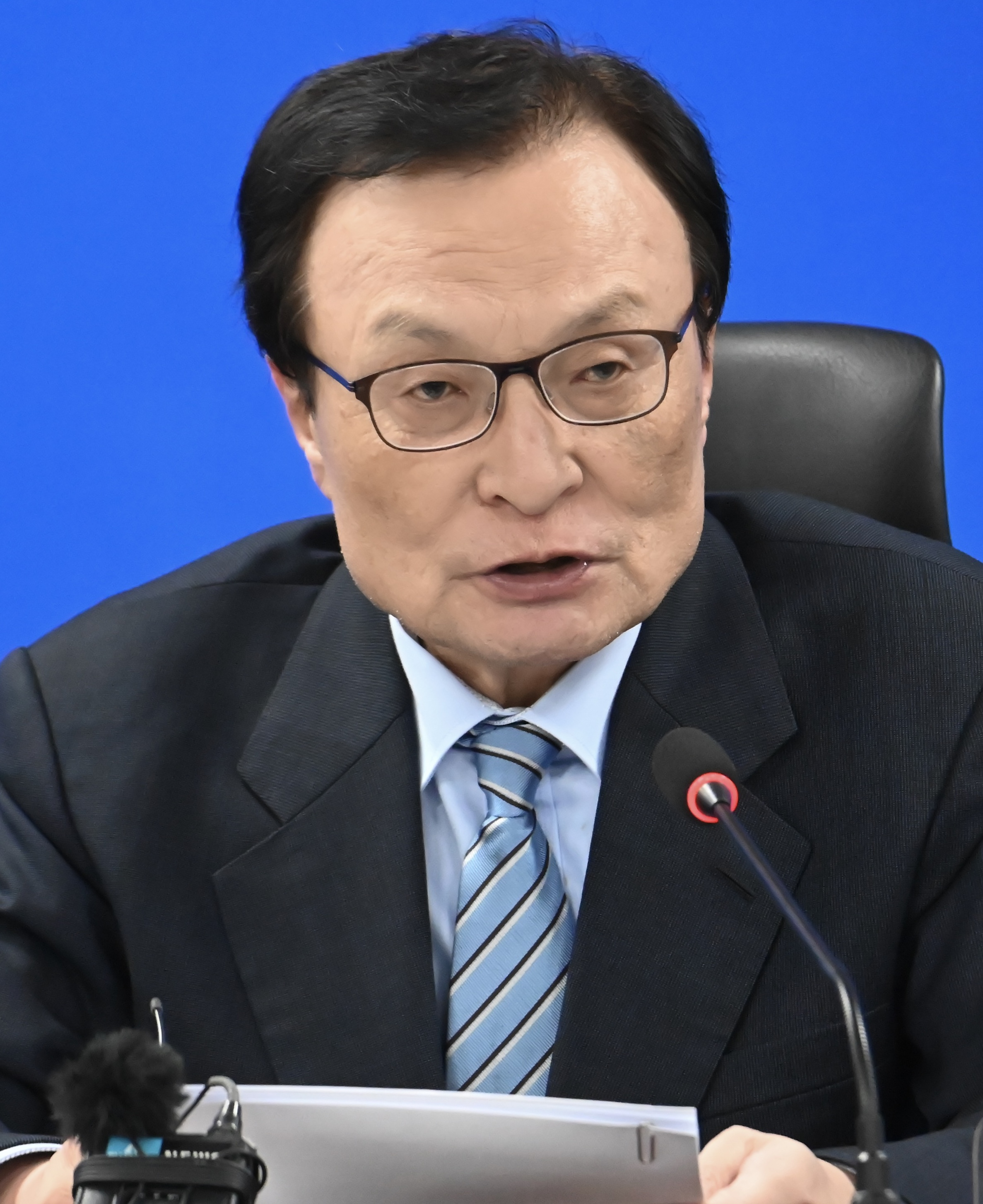
Lee Hai-chan

Lee Hai-chan (Cheongyang, 10 juli 1952) is een Koreaans politicus. Hij was van 30 juni 2004 tot 14 maart 2006 de minister-president van Zuid-Korea.
Lee was van 1998 tot 1999 minister van onderwijs onder president Kim Dae-jung, waar hij verantwoordelijk was voor een controversiële hervorming van het onderwijsstelsel. Hij werd in 2004 door president Roh Moo-hyun voorgedragen als minister-president, waarna hij door het Koreaanse parlement werd bevestigd. In 2006 kreeg Lee hevige kritiek toen hij golf speelde ten tijde van massale stakingen in het openbaar vervoer, die grote economische schade teweegbrachten. In maart van dat jaar trad hij noodgedwongen af.
Lee werd tot vijfmaal toe verkozen in het parlement voor de liberale Uri-partij. In 2018 werd hij verkozen tot leider van de Minju-partij.